# جیمی گیل
جیمی گیل (انگلیسی: Jimmy Gill; ۹ نوامبر ۱۸۹۴ – ۱۹۶۴ (۶۹−۷۰ سال)) بازیکن فوتبال اهل بریتانیا بود.
از باشگاه‌هایی که در آن بازی کرده‌است می‌توان به باشگاه فوتبال شفیلد ونزدی، باشگاه فوتبال کریستال پالاس، باشگاه فوتبال دربی کانتی، باشگاه فوتبال بلکپول، و باشگاه فوتبال کاردیف سیتی اشاره کرد.